# الركمجة في الألعاب الأولمبية الصيفية 2024
ستقام منافسات رياضة ركوب الأمواج أو الركمجة في دورة الألعاب الأولمبية الصيفية 2024 في الفترة من 27 يوليو إلى 5 أغسطس 2024 في ممر تيهوبو للشعاب المرجانية ، تاهيتي ، بولينيزيا الفرنسية ، محطمة الرقم القياسي لأبعد مسابقة ميدالية تم تنظيمها من المدينة المضيفة.   سيتنافس ما مجموعه 48 راكب أمواج (24 من كل جنس) في أحداث اللوحة القصيرة، مما يزيد حجم الرياضي بمقدار ثمانية أكثر من أولئك الذين شاركوا في طوكيو 2020 . 